# いわき秀英小学校・中学校・高等学校
いわき秀英学園-いわき秀英小学校・中学校・高等学校（いわきしゅうえいしょうがっこう・ちゅうがっこう・こうとうがっこう）は、福島県いわき市に所在し、中高一貫教育を提供する私立小学校・中学校・高等学校（併設型小中高一貫校）。

## 概要
開学当初より進学対策を重視し、一コマ100分授業を実施するなどしている。

### 中高一貫制
2013年4月1日にいわき秀英中学校が開校し、次のような中高一貫教育を行っている。
- 中高一貫制の教育区分は「2-3-1制」。ただし、高等学校第2学年から文系と理系に分かれる。
- 中学校の第1学年及び第2学年の最初の2年間を中学校の学習内容、中学校第3学年並びに高等学校第1学年及び第2学年の中間の3年間を高等学校の学習内容、高等学校第3学年の最後の1年間は大学受験対策
- 探求活動の推進
- 論理的思考力と表現力の育成[2]

## 沿革
- 2000年（平成12年）12月4日　学校法人いわき秀英学園設立認可、いわき秀英高等学校設置認可[3]
- 2001年4月1日  いわき秀英高等学校開校[3]
- 2004年3月1日  いわき秀英高等学校第1回卒業式を挙行[3]
- 2012年9月24日  福島県私立学校審議会がいわき秀英中学校設置認可を答申[4]
- 2012年9月28日  いわき秀英中学校設置認可
- 2013年4月1日    いわき秀英中学校開校
- 2017年4月1日    いわき秀英小学校開校

## 設置形態
- 小学校
- 中学校
- 高等学校 - 全日制課程　普通科

## 進路概況

### 医学部
福島県立医科大学・東北医科薬科大学・自治医科大学
防衛医科大学校・岩手医科大学・弘前大学

### 国公立大学
東京大学・東北大学・横浜国立大学・茨城大学・静岡大学・秋田県立大学
宇都宮大学・東京農工大学・東京工業大学・室蘭工業大学・福島大学
東京学芸大学・弘前大学・山形大学・筑波大学・宮城大学・前橋工科大学
埼玉県立大学・宮城教育大学・千葉大学・信州大学・金沢大学・三重大学
会津大学・茨城県立医療大学

### 私立大学
慶応義塾大学・法政大学・関西大学・上智大学・早稲田大学
東京理科大学・明治大学・青山学院大学・立教大学・中央大学
同志社大学・立命館大学
※詳細は公式サイト参照

## 授業
- 高等学校2学年時から、文系が1組、理系が2組にクラスを分けている。
- 高等学校における数学、英語の授業は、習熟度別にクラスを分け、授業を行っている。中学校も同様に行っている。

- 課外授業も含め授業時間は100分に編成されている。（中学校は50分ずつに分ける場合あり。）
- 中学と高校ではiPadを利用した学習も行っている。

## 部活動
現在、１０の部活動・愛好会が活動している。

### 運動部
- 陸上競技部
- バドミントン部
- バスケットボール部
- 硬式テニス部
- 中学運動部
- バレー同好会（休部中）
- サッカー部（休部中）

### 文化部
- クイズ研究部
- 音楽軽音部
- 文芸アート部
- 書道部
- 囲碁将棋部
- 科学部（休部中）
- ESS部（休部中）
- 華道部（休部中）
- かるた部（休部中）

## 交通
- JR常磐線泉駅下車、徒歩10分。

平日は電車の時間に合わせて新常磐交通バスが運行する。